# Agulla de lava

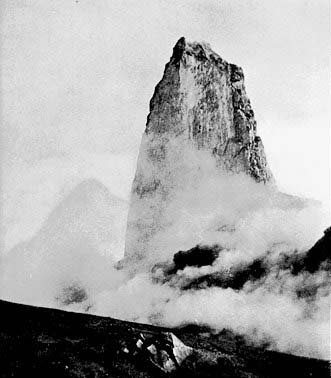
Agulla volcànica al Mont Pelée l'any 1902

Les agulles d'extrusió, agulles de lava o agulles volcàniques són masses punxegudes de grans dimensions compostes de lava viscosa o solidificada formades en contextos volcànics. Aquestes agulles solen esquerdar-se formant grans fragments. Solen ser formacions geomorfològiques efímeres, ja que durant la seva formació és normal que s'esfondrin. Alguns autors les consideren un subtipus de doms ígnis. Un exemple conegut és el del Mont Pelée (Martinica) que va arribar als 400 metre d'altura l'any 1902; durant el febrer de 1983 durant un episodi d'activitat ígnia al Mont Saint Helens, va generar-se una agulla de 30 metres d'altura que col·lapsà dues setmanes més tard.